# Mersey Tigers
Die Mersey Tigers sind eine professionelle Basketballmannschaft aus Liverpool in England. Sie entstanden im Juni 2007 durch die Kooperation der Toxteth Tigers mit dem Fußballklub FC Everton als Everton Tigers, die Aufnahme in die geschlossene Profiliga British Basketball League (BBL) fanden. Im Jahr 2010 änderten sie ihren Namen in Mersey Tigers, nachdem sich der FC Everton aus der Kooperation zurückzog. 2013 mussten sie sich nach einer sieglosen Spielzeit aus der BBL zurückziehen.

## Geschichte

### Everton Tigers (2007 bis 2010)
1968 hatte sich im Rahmen eines Community Program im Stadtteil Toxteth eine Basketballmannschaft mit dem Namen Tigers gegründet. Die Jugendmannschaft gewann im Jahr 2000 den U18-Pokalwettbewerb. Nachdem bereits zuvor der Fußballklub FC Everton das Programm unterstützt hatte, gründete man 2007 zusammen die professionelle Mannschaft Everton Tigers, die Aufnahme in die geschlossene Profiliga BBL fand. In der ersten Spielzeit 2007/08 erreichte man unter anderem mit Nationalspieler Chris Haslam auf dem siebten Platz der Liga die Play-offs, wo man in der ersten Runde dem späteren Titelgewinner Guildford Heat unterlag. 
Für die zweite Spielzeit konnte man Altstar Tony Dorsey für dessen letzte Spielzeit in seiner aktiven Karriere gewinnen sowie den US-Amerikaner Andre Smith und als Nachverpflichtung Chuck Evans. Als Trainer übernahm der bisherige Trainerassistent der britischen Nationalmannschaft Tony Garbelotto von seinem Vorgänger Henry Mooney. Mit dem Finalsieg im Pokalwettbewerb BBL Cup mit 103:49 über die Plymouth Raiders gewann man Anfang 2009 den ersten Titel, nachdem man im Halbfinale des Pokalwettbewerbs BBL Cup die Newcastle Eagles besiegt hatte. Im Halbfinale des Ligapokals BBL Trophy unterlag man jedoch dem späteren Titelgewinner Newcastle Eagles, die auch nach dem Gewinn der regulären Saison in den Play-offs die zweitplatzierten Everton Tigers mit drei Punkten Unterschied im Finale besiegen konnte.
In der dritten Spielzeit 2009/10 erreichten die Tigers als Fünftplatzierte die Play-offs und schlugen im Halbfinale den Erstplatzierten und Titelverteidiger Newcastle Eagles, um anschließend im Finale gegen die Glasgow Rocks auch erstmals die Play-offs zu gewinnen. Nach dieser Spielzeit entzog jedoch der FC Everton seine finanzielle Unterstützung nach nur drei Jahren für die professionelle Franchise, ähnlich wie dies bei den meisten anderen Kooperationen von Fußballvereinen und Vereinen der BBL zuvor geschehen war. So war die Kooperation bei Manchester United (1985 bis 1988), FC Portsmouth (1985 bis 1988) oder den Glasgow Rangers (1988/89), die allesamt Meisterschaftstitel in der „National Basketball League“ (NBL) oder der 1987 gegründeten BBL gewonnen hatten, auch nach nicht mehr als drei Jahren beendet worden.

### Mersey Tigers (seit 2010)
Nach dem Rückzug des FC Everton nannte sich die Mannschaft in Mersey Tigers um. In der ersten Spielzeit nach der Trennung war die Mannschaft, angeführt vom Nationalmannschaftskapitän Andrew Sullivan und seinem erfahrenen Kollegen Nate Reinking, in der Saison 2010/11 sehr dominant und gewann bis auf den BBL Cup drei der vier möglichen Titel der BBL. Nur das Finalspiel im BBL Cup verlor man hoch mit 66:93 gegen die Sheffield Sharks, gegen die man sich nach einem Sieg im Finale der Play-offs mit fünf Punkten Unterschied revanchieren konnte und diesen Titel verteidigte. Das Ende der Spielzeit war jedoch überschattet von Liquiditätsproblemen, die dazu führten, dass man die bisherige Heimspielstätte Greenbank Sports Academy verlassen musste. Die finanziellen Probleme führten dann zu einem Eigentümerwechsel und einem strikten Sparkurs. Sportlich führte dies zu einem massiven Einbruch und nachdem man in der Saison 2011/12 mit der drittschlechtesten Bilanz aller Mannschaften nur zehn von 20 Spielen gewonnen hatte, gewann man in der Saison 2012/13 kein einziges der 33 Meisterschaftsspiele der Liga. Nach dem Ende der Spielzeit gab man schließlich den Rückzug aus der geschlossenen Liga bekannt.